# Генрих Пфальцский
Генрих Пфальцский (нем. Heinrich von der Pfalz; 15 февраля 1487, Гейдельберг — 3 января 1552, Ладенбург, Карлсруэ) — епископ Утрехта в 1524—1529 годах, епископ Вормса в 1523—1552 годах и епископ Фрайзинга в 1541—1552 годах.

## Биография
Генрих принадлежал к роду Виттельсбахов и был сыном Филиппа, курфюрста Пфальца. Он был каноником в Кёльне, прежде чем по рекомендации архиепископа Кёльна был избран епископ Утрехта. Но ему не хватало поддержки императора Священной Римской империи Карла V, и герцога Карла Гелдернского, что сильно осложнило ему жизнь. В епископстве Генрих столкнулся с борьбой фракций. Он продвигал идею строительства форта в городе Утрехт, чтобы держать граждан под контролём. Эта идея позже была реализована Карлом V как замок Вреденбург.
Когда сопротивление утрехтских граждан обострилось до такой степени, что они позвали войска Гелдерна, чтобы захватить город, у Генриха не было выбора, кроме как попросить помощи у Габсбургов. Габсбурги быстро навели порядок, но взамен епископ был вынужден отказаться от всех земель, принадлежащих епископству. Отказ был задокументирован в Схонховенском договоре 15 ноября 1527 года, а 21 октября 1528 года епископ поклялся в верности Карлу V. Это был конец епископства Утрехта как территориальной державы. В августе 1529 года папа Климент VII наконец разрешил передачу земель.
Генрих подал в отставку с поста епископа Утрехта в 1529 году, чтобы сосредоточиться на правлении мирным епископством Вормса, епископом которого он был с 1523 года. Он восстановил летнюю резиденцию епископа в Дирмштайне, которая была разрушена во время крестьянских войн в Германии в 1525 году. Позже Генрих также стал епископ Фрайзинга, где ранее его братья Рупрехт и Филипп были епископами.